# Diócesis de Balsas
La diócesis de Balsas (en latín: Dioecesis Balsensis y en portugués: Diocese de Balsas) es una circunscripción eclesiástica de la Iglesia católica en Brasil. Se trata de una diócesis latina, sufragánea de la arquidiócesis de São Luís do Maranhão. Desde el 29 de julio de 2020 su obispo es Valentim Fagundes de Meneses, de los Misioneros del Sagrado Corazón.

## Territorio y organización
La diócesis tiene 66 025 km² y extiende su jurisdicción sobre los fieles católicos de rito latino residentes en 16 municipios del estado de Maranhão: Balsas, Mirador, Sucupira do Norte, São Félix de Balsas, Loreto, Sambaíba, São Raimundo das Mangabeiras, Tasso Fragoso, Fortaleza dos Nogueiras, Alto Parnaíba, Pastos Bons, Riachão, Paraibano, Nova Iorque, Benedito Leite y São Domingos do Azeitão.
La sede de la diócesis se encuentra en la ciudad de Balsas, en donde se halla la Catedral del Sagrado Corazón de Jesús.
En 2020 en la diócesis existían 17 parroquias. 

## Historia
La prelatura territorial de Santo Antônio de Balsas fue erigida el 20 de diciembre de 1954 con la bula Quo modo sollemne del papa Pío XII, derivando su territorio de la diócesis de Caxias do Maranhão.
El 22 de junio de 1968, como resultado del decreto Spirituali christifidelium de la Congregación para los Obispos, se amplió el territorio de la prelatura territorial, incorporando los municipios de Mirador, Nova Iorque, Paraibano, Pastos Bons y Sucupira do Norte de la diócesis de Caxias do Maranhão.
El 3 de octubre de 1981 la prelatura territorial fue elevada a diócesis con la bula Institutionis propositum del papa Juan Pablo II y asumió su nombre actual.

## Estadísticas
Según el Anuario Pontificio 2021 la diócesis tenía a fines de 2020 un total de 204 000 fieles bautizados.
| Año                                                                             | Población            | Población | Población      | Sacerdotes | Sacerdotes    | Sacerdotes    | Bautizados por sacerdote | Diáconos permanentes | Religiosos | Religiosos | Parroquias |
| Año                                                                             | Bautizados católicos | Total     | % de católicos | Total      | Clero secular | Clero regular | Bautizados por sacerdote | Diáconos permanentes | Varones    | Mujeres    | Parroquias |
| ------------------------------------------------------------------------------- | -------------------- | --------- | -------------- | ---------- | ------------- | ------------- | ------------------------ | -------------------- | ---------- | ---------- | ---------- |
| 1965                                                                            | 98 000               | 100 000   | 98.0           | 23         |               | 23            | 4260                     |                      | 30         | 8          | 7          |
| 1970                                                                            | 165 000              | 167 000   | 98.8           | 25         |               | 25            | 6600                     |                      | 33         | 15         | 10         |
| 1976                                                                            | 166 000              | 170 000   | 97.6           | 23         |               | 23            | 7217                     |                      | 29         | 19         | 10         |
| 1980                                                                            | 176 000              | 190 000   | 92.6           | 19         | 2             | 17            | 9263                     |                      | 22         | 30         | 13         |
| 1990                                                                            | 224 000              | 240 000   | 93.3           | 17         | 7             | 10            | 13 176                   |                      | 19         | 41         | 13         |
| 1999                                                                            | 20 000               | 60 000    | 33.3           | 14         | 7             | 7             | 1428                     | 21                   | 14         | 43         | 4          |
| 2000                                                                            | 20 000               | 60 000    | 33.3           | 14         | 7             | 7             | 1428                     | 21                   | 14         | 43         | 4          |
| 2001                                                                            | 170 000              | 234 585   | 72.5           | 18         | 13            | 5             | 9444                     |                      | 11         | 34         | 16         |
| 2002                                                                            | 171 000              | 235 578   | 72.6           | 22         | 14            | 8             | 7772                     | 1                    | 14         | 37         | 18         |
| 2003                                                                            | 171 000              | 235 578   | 72.6           | 26         | 18            | 8             | 6576                     | 2                    | 14         | 36         | 16         |
| 2004                                                                            | 171 000              | 235 578   | 72.6           | 25         | 19            | 6             | 6840                     | 2                    | 13         | 20         | 16         |
| 2006                                                                            | 172 710              | 237 944   | 72.6           | 27         | 19            | 8             | 6396                     | 2                    | 13         | 36         | 17         |
| 2012                                                                            | 193 000              | 287 000   | 67.2           | 27         | 22            | 5             | 7148                     | 2                    | 8          | 20         | 17         |
| 2015                                                                            | 197 700              | 293 500   | 67.4           | 26         | 22            | 4             | 7603                     | 2                    | 11         | 21         | 17         |
| 2018                                                                            | 201 500              | 301 000   | 66.9           | 27         | 23            | 4             | 7462                     | 2                    | 11         | 21         | 17         |
| 2020                                                                            | 204 000              | 305 500   | 66.8           | 27         | 23            | 4             | 7555                     | 2                    | 11         | 21         | 17         |
| Fuente: Catholic-Hierarchy, que a su vez toma los datos del Anuario Pontificio. |                      |           |                |            |               |               |                          |                      |            |            |            |

## Episcopologio
- Sede vacante (1954-1959)

- Diego Parodi, M.C.C.I. † (9 de mayo de 1959-25 de marzo de 1966 nombrado obispo auxiliar de Perugia)[nota 1]
- Rino Carlesi, M.C.C.I. † (12 de enero de 1967-15 de abril de 1998 retirado)
- Gianfranco Masserdotti, M.C.C.I. † (15 de abril de 1998 por sucesión-17 de septiembre de 2006 falleció)
- Enemésio Ângelo Lazzaris, F.D.P. † (12 de diciembre de 2007-2 de febrero de 2020 falleció)
- Valentim Fagundes de Meneses, M.S.C., desde el 29 de julio de 2020